# Trichorthosia parallela
Trichorthosia parallela är en fjärilsart som beskrevs av Augustus Radcliffe Grote 1883. Trichorthosia parallela ingår i släktet Trichorthosia och familjen nattflyn. Inga underarter finns listade i Catalogue of Life.